# Ficus bonijesulapensis
Ficus bonijesulapensis là một loài thực vật có hoa trong họ Moraceae. Loài này được R.M.Castro mô tả khoa học đầu tiên năm 2006.